# Čeněk Adamec

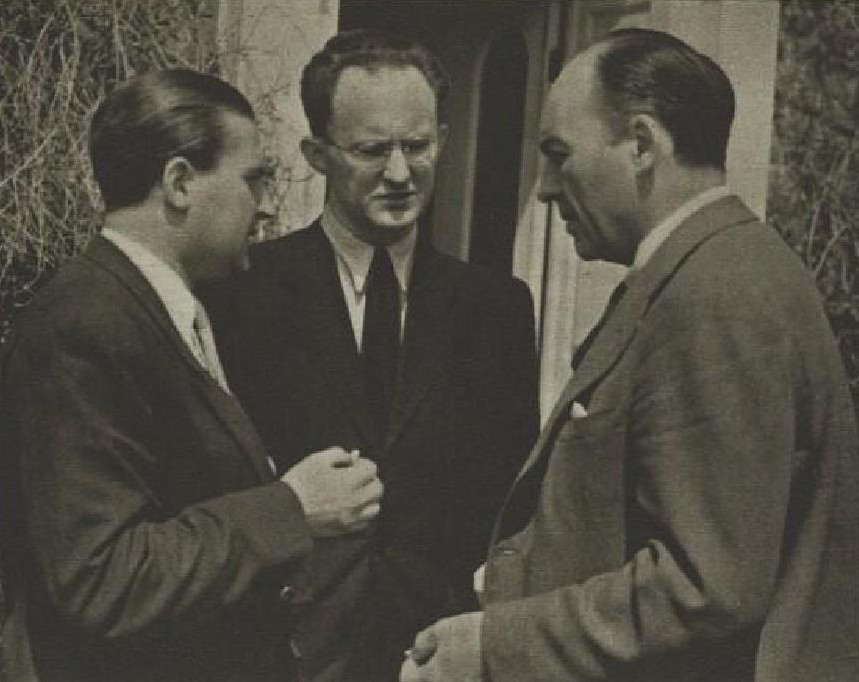
Čeněk Adamec 1947 (in der Mitte, links George Gallup)

Čeněk Adamec (* 19. November 1916 in Ivančice; † 12. Oktober 1997 in Prag) war ein tschechoslowakischer Soziologe und Wegbereiter der Meinungsforschung in der Tschechoslowakei.

## Leben
Nach seinem Gymnasialabschluss studierte Adamec Soziologie an der Tschechischen Technischen Universität in Prag und wirkte dort als wissenschaftlicher Mitarbeiter. Ab Ende 1939 nahm er an illegaler Widerstandstätigkeit teil und emigrierte. 1940 trat er in Frankreich in die Tschechoslowakische Exilarmee ein. Nach der Besetzung Frankreichs nahm an der Schlacht von Dunquerque teil und wurde nach Großbritannien evakuiert wurde, wo er bis zum Kriegsende in einer Artillerieeinheit diente. Er knüpfte seine ersten Kontakte zu der britischen Organisation für Sozialforschung Mass-Observation und interessierte sich stark für die Methoden der Gallup Organization.

## Čeněk Adamec als Soziologe
1945 kam Adamec an die Universität zurück, wo er 1946 seine Dissertation verteidigte und danach als Assistent am Soziologischen Institut arbeitete. Er war aktiv in der Vereinigung "Sociologický kruh" (Soziologischer Kreis) Prager Studenten. Ab 1946 verdiente er sich als Mitbegründer des Československý ústav pro výzkum veřejného mínění (Tschechoslowakisches Institut für die Erforschung der öffentlichen Meinung") für die Entstehung dieser Einrichtung. Er konnte dabei seine internationalen Kontakte nutzen und war zu einer Schlüsselfigur des Instituts geworden. Er propagierte bei der Forschung Gallups Methoden mit Erfolg.
Das Institut erlangte eine große Bedeutung 1946, als es eine Umfrage anlässlich der Wahl zur Nationalversammlung durchführte. Die Umfragewerte zeigten eine minimale Abweichung zwischen 0,5 und 0,9 Prozent zu den tatsächlichen Ergebnissen für die einzelnen Parteien. Die nächste Wahl zur Nationalversammlung sollte im Mai 1948 stattfinden, das Institut führte wieder eine Umfrage im Januar 1948,  als man schon vermutete, dass die kommunistische Partei gegenüber 1946 Stimmen verlieren könnte. Zu einer Auswertung kam es nicht, weil die Wahlurnen mit den Stimmzetteln beschlagnahmt und nie wiedergefunden wurden. Im Februar 1948 kam es dann zum sogenannten Februarumsturz.
Die Tätigkeit des Instituts wurde marginalisiert und 1950 wurde die Einrichtung aufgelöst. Adamec konnte im Bereich Soziologie und Meinungsforschung nicht mehr arbeiten. Zu Versuchen das Institut neu zu gründen, kam es 1967/1968 während des Prager Frühlings, doch bereits 1969 während der sogenannten Normalisierung wurde das Institut zum zweiten Mal aufgelöst.

## Werke (Auswahl)
- Nevědomost zabíjí: Úmrtnost kojenců v zrcadle veřejného mínění, Svět v obrazech, Praha 1947 (mit Koautoren)
- Veřejnost o Baťovi: Národní podnik Baťa v zrcadle veřejného mínění, Orbis, Praha 1947 (mit Koautoren)
- Za hlasem lidu: Rok výzkumu veřejného mínění, Orbis, Praha 1947 (mit Koautoren)
- Šarlatáni včera a dnes, SZdN, Praha 1956
- Vztah Čechů a Slováků k dějinám, ÚVVM, Prag 1968

Čeněk Adamec übersetzte ins Tschechische das Standardwerk George Gallup: Průvodce po výzkumu veřejného mínění, Orbis, Prag 1948 (A Guidebook to Public Opinion Polls, Princeton University Press, Princeton 1948)